# کونمارا پنجم
کونمارا پنجم یک قایق بادبانی که در اثر ناپدید شدن در مثلث برمودا، سرگردان در اقیانوس اطلس در جنوب برمودا بود که در تاریخ ۲۶ سپتامبر ۱۹۵۵ پیدا شد. (برلیتز و وینر) تمام خدمهٔ قایق بادبانی ناپدید شدند در حالی که قایق بادبانی در طول سه روز طوفان در دریا جان سالم به در برد. در سال ۱۹۵۵، یکی از سنگین‌ترین طوفان‌های اقیانوس اطلس وزید که احتمال می‌رود موجب ناپدید شدن خدمهٔ این قایق بادبانی شده باشد.